# Батотићи
Батотићи су насељено мјесто у општини Чајниче, Република Српска, БиХ. Према попису становништва из 1991. у насељу је живјело 330 становника.

## Становништво
| Демографија | Демографија | Демографија |
| Година      | Становника  | Становника  |
| ----------- | ----------- | ----------- |
| 1961.       | 412         |             |
| 1971.       | 393         |             |
| 1981.       | 311         |             |
| 1991.       | 331         |             |